# Hohenfelde (Stormarn)
 For alternative betydninger, se Hohenfelde. (Se også artikler, som begynder med Hohenfelde)
Hohenfelde er en kommune og by i det nordlige Tyskland, beliggende i Amt Trittau under Kreis Stormarn. Kreis Stormarn ligger i den sydøstlige del af delstaten Slesvig-Holsten.

## Geografi
Hohenfelde ligger ved den nordlige udkant af Naturschutzgebiet Hahnheide og er den mindste kommune i Kreis Stormarn. Adresser i Hohenfeld består kun af et husnummer, og der er ingen vej- og gadenavne i kommunen.